# Сальникова, Юлия Сергеевна
Юлия Сергеевна Сальникова (греч. Τζούλια Σάλνικοβα; род. 13 августа 1964, Москва) — советская и греческая теннисистка, тренер. Мастер спорта СССР международного класса (1981).

## Биография
Дочь футболиста Сергея Сальникова. В теннис играла с десяти лет, первые тренеры — Сергей Гусев и Нина Лео.
Выступала за ДСО «Динамо». Шестикратная чемпионка СССР среди девушек в одиночном (1982), парном (1978, 1982) и смешанном (1978, 1980, 1982) разрядах; абсолютная чемпионка (1982). Победительница Спартакиады народов СССР 1983 в командном зачёте в составе сборной Москвы и финалистка Спартакиады народов СССР 1986 в паре. Чемпионка СССР в миксте (1983—1984); финалистка чемпионатов в одиночном (1985), парном (1983-84) и смешанном (1982) разрядах. Трёхкратная обладательница Кубка СССР в составе команды ДСО «Динамо» (1981, 1985) и сборной Москвы (1982).
Победительница Всесоюзных зимних соревнований в паре (1982) и миксте (1982, 1985). Чемпионка ВЦСПС в паре (1987). Абсолютная чемпионка Москвы (1984—1985, зима); победительница зимних чемпионатов Москвы в одиночном (1981), парном (1987) и смешанном (1986) разрядах. Абсолютная чемпионка ДСО «Динамо» (1980, 1982). Победительница открытого первенства МГС ДСО «Спартак» 1980 в одиночном разряде.
Входила в десятку сильнейших теннисисток СССР (1980—1986); лучшее место — третье (1985). Финалистка чемпионата Европы 1982 в одиночном разряде. Чемпионка Европы (1979, 1981) в паре среди девушек; пятикратная финалистка чемпионатов Европы среди девушек в одиночном (1978, 1980—1981) и парном (1978, 1980) разрядах. Победительница международных турниров среди девушек в Болгарии, США, Японии (1982). Финалистка розыгрышей кубков «Софии» (1980) и «Суабо» (1981) в составе сборной СССР среди девушек.
Победительница Сочинского международного турнира (1980) в паре и миксте, международного турнира в Ницце (1981) и Зимнего международного турнира (1981) в одиночном разряде. Победительница Летнего международного турнира в паре (1985). В составе сборной СССР (1980—1983) провела 9 матчей в Кубке Федерации (6:3).
Выпускница МГУ. Некоторое время была подопечной Бориса Лунина и Светланы Севастьяновой.
С 1988 года проживала в Западном Берлине, выступала за ряд клубов. Неоднократная чемпионка Берлина, призёрка ряда международных соревнований (1988—1991). Победительница и финалистка ряда турниров-сателлитов в одиночном и парном разрядах в Германии (1990).
Вышла замуж за своего тренера Апостолоса Циципаса (род. 1967) и после замужества в 1991 году проживает в Греции, приняла греческое гражданство. Участница клубных чемпионатов Франции в составе команды «Plaisir» и международных турниров под эгидой Федерации тенниса Франции (1992—1997). Вместе с мужем работает тренером по теннису. Все их четверо детей играют в теннис: Стефанос (род. 1998), Петрос (род. 2000), Павлос (род. 2005), Елизавет (род. 2008).